# United Auto Workers
United Auto Workers (UAW), voluit International Union, United Automobile, Aerospace and Agricultural Implement Workers of America, is een Amerikaanse vakbond die actief is in de Verenigde Staten, inclusief Puerto Rico, en het zuiden van de Canadese provincie Ontario. Ze is voornamelijk actief in de automobielsector, maar vertegenwoordigt ook werknemers in de gezondheidszorg, casino's en hoger onderwijs. In 2022 telde de UAW 391.000 actieve leden en meer dan 580.000 gepensioneerde leden, verdeeld over meer dan 600 lokale afdelingen.
De organisatie werd in de jaren 1930 opgericht als lid van de Congress of Industrial Organizations (CIO) en groeide snel tot de jaren 1950. Onder voorzitter Walter Reuther (1946–1970) speelde de UAW een belangrijke rol in de linkervleugel van de Democratische Partij. De vakbond was vermaard om de hoge lonen en pensioenen die ze binnenhaalde voor automobielarbeiders. Vanaf de jaren 1970 slaagde de UAW er niet in om de assemblagefabrieken van buitenlandse bedrijven in de Zuidelijke Verenigde Staten te organiseren, en ging het lidmaatschap achteruit. Na problemen met mismanagement en corruptie, leidde en won de UAW in 2023, onder het voorzitterschap van hervormer Shawn Fain, een staking bij de drie grote Amerikaanse autobouwers. In organiseerde ze de eerste fabriek van een buitenlandse autobouwer, Volkswagen Chattanooga.